# Alberto Toscano (sociologue)
Alberto Toscano est un philosophe qui enseigne la théorie sociale et la théorie critique au département de sociologie de la Goldsmith University de Londres. 

## Carrière
Il est l'auteur de The Theatre of Production: Philosophy and Individuation between Kant and Deleuze (2006) et de Fanaticism: The Uses of an Idea (2010), dans lequel il explore les usages politiques de la notion de fanatisme à travers l'histoire. Cet ouvrage a fait l'objet d'une traduction française, publiée aux éditions La fabrique en 2011.
Alberto Toscano est également l'auteur de nombreux articles et il est connu dans le monde anglophone pour ses traductions, notamment celles qu'il a faites des ouvrages d'Alain Badiou.
Il est membre du comité de rédaction de la revue marxiste britannique Historical Materialism.
Derniers ouvrages parus :
- Le Fanatisme: modes d'emploi, traduit de l'anglais par Nicolas Vieillescazes et Félix Boggio Ewanjé-Epée, La Fabrique, Paris 2011
- Fascisme tardif. Généalogie des extrêmes droites contemporaines, traduit de l'anglais par Antoine Savona, Éditions la Tempête, Bordeaux, 2025.